# Anthurium flavolineatum
Anthurium flavolineatum är en kallaväxtart som beskrevs av Luis Aloysius, Luigi Sodiro. Anthurium flavolineatum ingår i släktet Anthurium och familjen kallaväxter. Inga underarter finns listade.